# 洪進山事件
洪進山事件，又稱興安號事件（ 日语：興安丸事件 レセプション事件），是指1955年末至1956年初，在日本警察大学校留學的中華民國政府警官洪進山要求投奔中華人民共和國的事件。
中華民國台灣省籍警官洪進山被中華民國警政當局保送到日本警察大學學習，完成課程後洪進山拒回台灣，而在日本華人陳焜旺的協助下，準備前往中国大陆。後來雖然受到日本政府的阻礙，但洪進山還是在日本華僑界和日本紅十字會的幫助下，於1956年成功前往中國大陸。

## 背景
自中華民國國民政府遷台後，政府一方面要防止敵對的中華人民共和國共產黨滲透，一方面要面對如何管理台灣的問題。但二二八事件後，國民政府與台灣本省人隔閡已深，除威權統治外無其它方法。此外，中華人民共和國成立初期一系列内外政策令世界对中國共產黨有了好印象，直接對國民政府產生壓力。加上二二八事件時，在台灣潛伏的中共台灣省工委發動一系列反國軍事件，令台灣本省人認為中共會幫助台灣人，在台灣本省人尚未出現獨立意識時，常有台灣人會希望投奔中華人民共和國。
而為了促進對台灣有效管理，國民政府積極求助美國以及日本。作為在亞洲的一大伙伴，日本在科技、學術、政治、教育上都比台灣先進。而且對於台灣本省籍公務員來說，到日本留學更容易適應。因而國民政府會不定期派送公務員到日本學習先進知識，有部分留學人員就會趁出國時投奔中華人民共和國。

## 經過
洪進山是高雄路竹人，臺灣光復後於南京中央警官學校畢業，任職高雄某警察分局局長，於1954年與另外6名警官一同被中华民国政府警政部門派遣到日本警察大學校進行一年培訓，洪進山在東京受訓時認識了東京華僑總會副會長陳焜旺，受到親中共的陳焜旺影響下，在培訓完成後，洪進山表明希望回到中國大陸投奔中共，並要求陳焜旺協助。當時因日本有特別安排輪船「興安丸」往返舞鶴港和中國天津塘沽接送滯華日僑和旅日華僑回各自國家，陳焜旺遂於1955年11月安排洪進山由東京乘搭火車到舞鶴港乘搭「興安丸」。但旋被中華民國駐日大使館知悉，要求日本政府協助阻止洪進山前往中國大陸，於是日本當局派一百名警察在火車經過名古屋站時拘捕洪進山，以「留學生逾期居留」罪名將洪進山帶到東京軟禁等候遣返台灣。
當時洪進山已取得日本當局出境文件批准回中國大陸，但日本政府又出爾反爾施行拘捕，此做法當時引起日本華僑界的不滿，他們強烈要求與洪進山一起回國，否則拒絕乘船。此後，日本紅十字會召集日本政府有關人士、國會負責人及各報社，並讓洪進山公開表態。洪進山明確表示要求回到中國大陸，不回台灣。而日本眾議院外務委員會亦就此特別開會討論，另外日本當局拖延時間，一方面表明尊重洪進山本人意願，批准他乘搭“興安丸” 回中國大陸，另一方面又為國府安排時間說服洪進山，國府更特意將洪進山的父親和伯父帶到日本企圖說服他，但洪進山堅持己見。最後，日本當局拖到1956年2月，不得已安排洪進山乘船回中國大陸。
洪進山回到中國大陸後獲得周恩來接見，隨後被安排在华侨事务委员会（1978年後改名国务院侨务办公室）工作。

## 影響
此次變節事件為兩岸分治後第一次有國府政府人員變節，在當時造成很大轟動。此後有部分中華民國政府人員仿效，在出訪或留學外國時變節，包括曾代表中華民國參加東京奧運的馬晴山。

## 外部連結
- 林溪松保證留日警官洪進山出境不付軍法審判案